# Jens Rosing
Jens Christian Rosing (født 28. juli 1925, død 24. maj 2008) var en grønlandsk forfatter og billedkunstner. Han tegnede bl.a. det våben (1985) med en stående isbjørn, der anvendes af det grønlandske selvstyre.
Han blev født i Ilulissat (Jakobshavn) som søn af den grønlandske forfatter, præst og maler Otto Rosing. Han var initiativtager til indførelse af tamrener i Grønland i 1950'erne og deltog i en række af Nationalmuseets grønlandsekspeditioner i starten af 1960'erne. I 1957 fik han sønnen Minik Rosing og de tre følgende år boede de på rensdyrfarmen i Godthåbsfjorden nær Kapisillit. Minik blev som voksen en fremtrædende geolog.
Senere blev Jens Rosing leder af Landsmuseet i Nuuk, og han var med på Knud Rasmussens mindeekspedition i slutningen af 1970'erne. Ved sin død boede han i Humlebæk i Danmark.
Jens Rosing har skrevet en række bøger om grønlandsk kultur, lige som han har stået bag film om samme emne. Som kunstner har han især malet, lavet skulpturer og skabt illustrationer. Ud over det grønlandske hjemmestyres våben står han bag en lang række motiver til grønlandske frimærker.
Han modtog i 1979 Dansk Forfatterforenings Faglitterære pris, i 1985 Grønlands hjemmestyres kulturpris, og i 1989 fik han Statens Kunstfonds livsvarige ydelse.

## Forfatterskab

### På internettet
- Biografi af Jens Rosing på Inuit.uqam.ca
- Jens Rosing: "Den østgrønlandske »maskekultur«" i Tidsskriftet Grønland 1957, Nr. 7; s. 241-251
- Jens Rosing: "Fortællinger om Inua" Tidsskriftet Grønland 1998, Nr. 5; s. 155-174
- Den evige flyver - en dokumentarfilm om Jens Rosing Arkiveret 19. november 2015 hos  Wayback Machine